# Copa Invitacional FCB 2009
La Copa Invitacional FCB 2009 fue el torneo de la temporada 2009 del baloncesto en Colombia de carácter invitacional, semiprofesional, organizado por la Federación Colombiana de Baloncesto. Comenzó a disputarse el 28 de agosto y culminó el 7 de noviembre. El equipo campeón representará a Colombia en la Liga Sudamericana de Clubes del año 2010.
El club debutante de la temporada será Cangrejeros de Cartagena, mientras que a última hora los clubes Cóndores de Cundinamarca e Indervalle declinaron su participación por ausencia de patrocinio. Varios de los partidos serán transmitidos en vivo a través de los canales regionales de televisión pública.
Durante el torneo, en el mes de septiembre, Patriotas amenazó con retirarse del campeonato debido a la reprogramación del enfrentamiento contra Cangrejeros, que se jugó en Cartagena porque estaba ocupado el Coliseo de Tunja. No obstante, la Federación había programado que los partidos de vuelta en la serie fueran en Cartagena y no en Tunja, por lo que el equipo boyacense esperó al cartagenero que nunca llegó. Pese a ello, la Federación Colombiana de Baloncesto determinó que los partidos de septiembre serían favorables a Cangrejeros por W.O.

## Sistema de juego
En la temporada regular los siete equipos jugarán series de dos partidos como locales y visitantes, completando 14 jornadas en siete semanas. Para la segunda ronda el último queda eliminado, y los seis primeros jugarán series de eliminación directa al mejor de cinco partidos. Los tres ganadores y cada serie junto al perdedor afortunado siguen a la semifinal, y los ganadores de esta fase a la final por el título de campeón.

## Datos de los clubes
| Equipo       | Ciudad             | Pabellón            | Capacidad |
| ------------ | ------------------ | ------------------- | --------- |
| Arrieros     | Medellín           | U. de Medellín      | 3.000     |
| Búcaros      | Bucaramanga        | Vicente Díaz Romero | 5.000     |
| Cangrejeros  | Cartagena          | Bernardo Caraballo  | 2.500     |
| Islanders    | Isla de San Andrés | Rosado              |           |
| Cúcuta-Norte | Cúcuta             | Toto Hernández      | 7.000     |
| Patriotas    | Tunja              | Municipal de Tunja  | 2.500     |
| Piratas      | Bogotá             | El Salitre          | 7.000     |

## Temporada regular
| Pos. | Equipo       | Pts | PJ | G  | P  | %     | CF   | CC   | Dif  |
| ---- | ------------ | --- | -- | -- | -- | ----- | ---- | ---- | ---- |
| 1.   | Búcaros      | 39  | 24 | 15 | 9  | 1,080 | 2160 | 2000 | 160  |
| 2.   | Arrieros     | 38  | 24 | 14 | 10 | 1,050 | 1908 | 1817 | 91   |
| 3.   | Piratas      | 37  | 24 | 13 | 11 | 1,053 | 2057 | 1954 | 103  |
| 4.   | Cúcuta-Norte | 37  | 24 | 13 | 11 | 0,974 | 1874 | 1923 | -49  |
| 5.   | Islanders    | 34  | 24 | 10 | 14 | 0,988 | 2072 | 2098 | -26  |
| 6.   | Cangrejeros  | 34  | 24 | 10 | 14 | 0,938 | 1677 | 1787 | -110 |
| 7.   | Patriotas    | 31  | 24 | 9  | 15 | 0,913 | 1782 | 1951 | -169 |

 Pts=Puntos; PJ=Partidos jugados; G=Partidos ganados; P=Partidos perdidos; %= Porcentaje de rendimiento; CF=Canastas a favor; CC=Canastas en contra; Dif=Diferencia de puntos
|  | Clasificado para la Fase II. |
|  | Eliminado.                   |

### Resultados
| Fecha 1 - 28 de agosto de 2009 | Fecha 1 - 28 de agosto de 2009 | Fecha 1 - 28 de agosto de 2009 | Fecha 1 - 28 de agosto de 2009 |
| Hora                           | Equipo local                   | Resultado                      | Equipo visitante               |
| ------------------------------ | ------------------------------ | ------------------------------ | ------------------------------ |
| 20:00                          | Cúcuta-Norte                   | 64 - 82                        | Piratas                        |
| 20:00                          | Búcaros                        | 101 - 77                       | Patriotas                      |
| 20:00                          | Cangrejeros                    | 61 - 44                        | Arrieros                       |
| Descansa: Islanders            |                                |                                |                                |

| Fecha 2 - 29 de agosto de 2009 | Fecha 2 - 29 de agosto de 2009 | Fecha 2 - 29 de agosto de 2009 | Fecha 2 - 29 de agosto de 2009 |
| Hora                           | Equipo local                   | Resultado                      | Equipo visitante               |
| ------------------------------ | ------------------------------ | ------------------------------ | ------------------------------ |
| 20:00                          | Cúcuta-Norte                   | 53 - 86                        | Piratas                        |
| 20:00                          | Búcaros                        | 102 - 74                       | Patriotas                      |
| 20:00                          | Cangrejeros                    | 54 - 77                        | Arrieros                       |
| Descansa: Islanders            |                                |                                |                                |

| Fecha 3 - 31 de agosto de 2009 | Fecha 3 - 31 de agosto de 2009 | Fecha 3 - 31 de agosto de 2009 | Fecha 3 - 31 de agosto de 2009 |
| Hora                           | Equipo local                   | Resultado                      | Equipo visitante               |
| ------------------------------ | ------------------------------ | ------------------------------ | ------------------------------ |
| 20:00                          | Cúcuta-Norte                   | 58 - 75                        | Patriotas                      |
| 20:00                          | Búcaros                        | 87 - 89                        | Piratas                        |
| 20:00                          | Islanders                      | 89 - 57                        | Arrieros                       |
| Descansa: Cangrejeros          |                                |                                |                                |

| Fecha 4 - 1 de septiembre de 2009 | Fecha 4 - 1 de septiembre de 2009 | Fecha 4 - 1 de septiembre de 2009 | Fecha 4 - 1 de septiembre de 2009 |
| Hora                              | Equipo local                      | Resultado                         | Equipo visitante                  |
| --------------------------------- | --------------------------------- | --------------------------------- | --------------------------------- |
| 20:00                             | Cúcuta-Norte                      | 77 - 70                           | Patriotas                         |
| 20:00                             | Búcaros                           | 85 - 75                           | Piratas                           |
| 20:00                             | Islanders                         | 76 - 69                           | Arrieros                          |
| Descansa: Cangrejeros             |                                   |                                   |                                   |

| Fecha 5 - 4 de septiembre de 2009 | Fecha 5 - 4 de septiembre de 2009 | Fecha 5 - 4 de septiembre de 2009 | Fecha 5 - 4 de septiembre de 2009 |
| Hora                              | Equipo local                      | Resultado                         | Equipo visitante                  |
| --------------------------------- | --------------------------------- | --------------------------------- | --------------------------------- |
| 20:00                             | Piratas                           | 98 - 92                           | Islanders                         |
| 20:00                             | Arrieros                          | 86 - 91                           | Cúcuta-Norte                      |
| 20:00                             | Patriotas                         | 60 - 74                           | Cangrejeros                       |
| Descansa: Búcaros                 |                                   |                                   |                                   |

| Fecha 6 - 5 de septiembre de 2009 | Fecha 6 - 5 de septiembre de 2009 | Fecha 6 - 5 de septiembre de 2009 | Fecha 6 - 5 de septiembre de 2009 |
| Hora                              | Equipo local                      | Resultado                         | Equipo visitante                  |
| --------------------------------- | --------------------------------- | --------------------------------- | --------------------------------- |
| 20:00                             | Piratas                           | 84 - 76                           | Islanders                         |
| 20:00                             | Arrieros                          | 91 - 69                           | Cúcuta-Norte                      |
| 20:00                             | Patriotas                         | 53 - 63                           | Cangrejeros                       |
| Descansa: Búcaros                 |                                   |                                   |                                   |

| Fecha 7 - 7 de septiembre de 2009 | Fecha 7 - 7 de septiembre de 2009 | Fecha 7 - 7 de septiembre de 2009 | Fecha 7 - 7 de septiembre de 2009 |
| Hora                              | Equipo local                      | Resultado                         | Equipo visitante                  |
| --------------------------------- | --------------------------------- | --------------------------------- | --------------------------------- |
| 20:00                             | Patriotas                         | 85 - 82                           | Islanders                         |
| 20:00                             | Piratas                           | 94 - 84                           | Cangrejeros                       |
| 20:00                             | Arrieros                          | 82 - 66                           | Búcaros                           |
| Descansa: Cúcuta-Norte            |                                   |                                   |                                   |

| Fecha 8 - 8 de septiembre de 2009 | Fecha 8 - 8 de septiembre de 2009 | Fecha 8 - 8 de septiembre de 2009 | Fecha 8 - 8 de septiembre de 2009 |
| Hora                              | Equipo local                      | Resultado                         | Equipo visitante                  |
| --------------------------------- | --------------------------------- | --------------------------------- | --------------------------------- |
| 20:00                             | Patriotas                         | 81 - 90                           | Islanders                         |
| 20:00                             | Piratas                           | 81 - 83                           | Cangrejeros                       |
| 20:00                             | Arrieros                          | 89 - 84                           | Búcaros                           |
| Descansa: Cúcuta-Norte            |                                   |                                   |                                   |

| Fecha 9 - 11 de septiembre de 2009 | Fecha 9 - 11 de septiembre de 2009 | Fecha 9 - 11 de septiembre de 2009 | Fecha 9 - 11 de septiembre de 2009 |
| Hora                               | Equipo local                       | Resultado                          | Equipo visitante                   |
| ---------------------------------- | ---------------------------------- | ---------------------------------- | ---------------------------------- |
| 20:00                              | Cúcuta-Norte                       | 95 - 78                            | Cangrejeros                        |
| 20:00                              | Búcaros                            | 93 - 83                            | Islanders                          |
| 20:00                              | Piratas                            | 83 - 84                            | Arrieros                           |
| Descansa: Patriotas                |                                    |                                    |                                    |

| Fecha 10 - 12 de septiembre de 2009 | Fecha 10 - 12 de septiembre de 2009 | Fecha 10 - 12 de septiembre de 2009 | Fecha 10 - 12 de septiembre de 2009 |
| Hora                                | Equipo local                        | Resultado                           | Equipo visitante                    |
| ----------------------------------- | ----------------------------------- | ----------------------------------- | ----------------------------------- |
| 20:00                               | Cúcuta-Norte                        | 80 - 74                             | Cangrejeros                         |
| 20:00                               | Búcaros                             | 100 - 85                            | Islanders                           |
| 20:00                               | Piratas                             | 85 - 66                             | Arrieros                            |
| Descansa: Patriotas                 |                                     |                                     |                                     |

| Fecha 11 - 14 de septiembre de 2009 | Fecha 11 - 14 de septiembre de 2009 | Fecha 11 - 14 de septiembre de 2009 | Fecha 11 - 14 de septiembre de 2009 |
| Hora                                | Equipo local                        | Resultado                           | Equipo visitante                    |
| ----------------------------------- | ----------------------------------- | ----------------------------------- | ----------------------------------- |
| 20:00                               | Patriotas                           | 64 - 82                             | Arrieros                            |
| 20:00                               | Búcaros                             | 96 - 84                             | Cangrejeros                         |
| 20:00                               | Cúcuta-Norte                        | 84 - 75                             | Islanders                           |
| Descansa: Piratas                   |                                     |                                     |                                     |

| Fecha 12 - 15 de septiembre de 2009 | Fecha 12 - 15 de septiembre de 2009 | Fecha 12 - 15 de septiembre de 2009 | Fecha 12 - 15 de septiembre de 2009 |
| Hora                                | Equipo local                        | Resultado                           | Equipo visitante                    |
| ----------------------------------- | ----------------------------------- | ----------------------------------- | ----------------------------------- |
| 20:00                               | Patriotas                           | 82 - 66                             | Arrieros                            |
| 20:00                               | Búcaros                             | 104 - 76                            | Cangrejeros                         |
| 20:00                               | Cúcuta-Norte                        | 77-72                               | Islanders                           |
| Descansa: Piratas                   |                                     |                                     |                                     |

| Fecha 13 - 18 de septiembre de 2009 | Fecha 13 - 18 de septiembre de 2009 | Fecha 13 - 18 de septiembre de 2009 | Fecha 13 - 18 de septiembre de 2009 |
| Hora                                | Equipo local                        | Resultado                           | Equipo visitante                    |
| ----------------------------------- | ----------------------------------- | ----------------------------------- | ----------------------------------- |
| 20:00                               | Búcaros                             | 98 - 82                             | Cúcuta-Norte                        |
| 20:00                               | Cangrejeros                         | 76 - 85                             | Islanders                           |
| 20:00                               | Piratas                             | 91 - 99                             | Patriotas                           |
| Descansa: Arrieros                  |                                     |                                     |                                     |

| Fecha 14 - 19 de septiembre de 2009 | Fecha 14 - 19 de septiembre de 2009 | Fecha 14 - 19 de septiembre de 2009 | Fecha 14 - 19 de septiembre de 2009 |
| Hora                                | Equipo local                        | Resultado                           | Equipo visitante                    |
| ----------------------------------- | ----------------------------------- | ----------------------------------- | ----------------------------------- |
| 12:00                               | Búcaros                             | 101 - 90                            | Cúcuta-Norte                        |
| 20:00                               | Cangrejeros                         | 87 - 76                             | Islanders                           |
| 20:00                               | Piratas                             | 98 - 74                             | Patriotas                           |
| Descansa: Arrieros                  |                                     |                                     |                                     |

| Fecha 15 - 21 de septiembre de 2009 | Fecha 15 - 21 de septiembre de 2009 | Fecha 15 - 21 de septiembre de 2009 | Fecha 15 - 21 de septiembre de 2009 |
| Hora                                | Equipo local                        | Resultado                           | Equipo visitante                    |
| ----------------------------------- | ----------------------------------- | ----------------------------------- | ----------------------------------- |
| 20:00                               | Cangrejeros                         | W.O.                                | Patriotas                           |
| 20:00                               | Islanders                           | 102 - 83                            | Piratas                             |
| 20:00                               | Cúcuta-Norte                        | 71 - 58                             | Arrieros                            |
| Descansa: Búcaros                   |                                     |                                     |                                     |

| Fecha 16 - 22 de septiembre de 2009 | Fecha 16 - 22 de septiembre de 2009 | Fecha 16 - 22 de septiembre de 2009 | Fecha 16 - 22 de septiembre de 2009 |
| Hora                                | Equipo local                        | Resultado                           | Equipo visitante                    |
| ----------------------------------- | ----------------------------------- | ----------------------------------- | ----------------------------------- |
| 20:00                               | Cangrejeros                         | W.O.                                | Patriotas                           |
| 20:00                               | Islanders                           | 89 - 78                             | Piratas                             |
| 20:00                               | Cúcuta-Norte                        | 67 - 60                             | Arrieros                            |
| Descansa: Búcaros                   |                                     |                                     |                                     |

| Fecha 17 - 25 de septiembre de 2009 | Fecha 17 - 25 de septiembre de 2009 | Fecha 17 - 25 de septiembre de 2009 | Fecha 17 - 25 de septiembre de 2009 |
| Hora                                | Equipo local                        | Resultado                           | Equipo visitante                    |
| ----------------------------------- | ----------------------------------- | ----------------------------------- | ----------------------------------- |
| 20:00                               | Búcaros                             | 87 - 78                             | Arrieros                            |
| 20:00                               | Cangrejeros                         | 81 - 66                             | Piratas                             |
| 20:00                               | Islanders                           | 71 - 99                             | Patriotas                           |
| Descansa: Cúcuta-Norte              |                                     |                                     |                                     |

| Fecha 18 - 26 de septiembre de 2009 | Fecha 18 - 26 de septiembre de 2009 | Fecha 18 - 26 de septiembre de 2009 | Fecha 18 - 26 de septiembre de 2009 |
| Hora                                | Equipo local                        | Resultado                           | Equipo visitante                    |
| ----------------------------------- | ----------------------------------- | ----------------------------------- | ----------------------------------- |
| 20:00                               | Búcaros                             | 90 - 96                             | Arrieros                            |
| 20:00                               | Cangrejeros                         | 57 - 76                             | Piratas                             |
| 20:00                               | Islanders                           | 102 - 96                            | Patriotas                           |
| Descansa: Cúcuta-Norte              |                                     |                                     |                                     |

| Fecha 19 - 28 de septiembre de 2009 | Fecha 19 - 28 de septiembre de 2009 | Fecha 19 - 28 de septiembre de 2009 | Fecha 19 - 28 de septiembre de 2009 |
| Hora                                | Equipo local                        | Resultado                           | Equipo visitante                    |
| ----------------------------------- | ----------------------------------- | ----------------------------------- | ----------------------------------- |
| 20:00                               | Islanders                           | 86 - 88                             | Búcaros                             |
| 20:00                               | Cangrejeros                         | 72 - 89                             | Cúcuta-Norte                        |
| 20:00                               | Arrieros                            | 105 - 114                           | Piratas                             |
| Descansa: Patriotas                 |                                     |                                     |                                     |

| Fecha 20 - 29 de septiembre de 2009 | Fecha 20 - 29 de septiembre de 2009 | Fecha 20 - 29 de septiembre de 2009 | Fecha 20 - 29 de septiembre de 2009 |
| Hora                                | Equipo local                        | Resultado                           | Equipo visitante                    |
| ----------------------------------- | ----------------------------------- | ----------------------------------- | ----------------------------------- |
| 20:00                               | Islanders                           | 118 - 96                            | Búcaros                             |
| 20:00                               | Cangrejeros                         | 70 - 65                             | Cúcuta-Norte                        |
| 20:00                               | Arrieros                            | 71 - 57                             | Piratas                             |
| Descansa: Patriotas                 |                                     |                                     |                                     |

| Fecha 21 - 2 de octubre de 2009 | Fecha 21 - 2 de octubre de 2009 | Fecha 21 - 2 de octubre de 2009 | Fecha 21 - 2 de octubre de 2009 |
| Hora                            | Equipo local                    | Resultado                       | Equipo visitante                |
| ------------------------------- | ------------------------------- | ------------------------------- | ------------------------------- |
| 20:00                           | Islanders                       | 95 - 101                        | Cúcuta-Norte                    |
| 20:00                           | Cangrejeros                     | 59 - 95                         | Búcaros                         |
| 20:00                           | Arrieros                        | 92 - 78                         | Patriotas                       |
| Descansa: Piratas               |                                 |                                 |                                 |

| Fecha 22 - 3 de octubre de 2009 | Fecha 22 - 3 de octubre de 2009 | Fecha 22 - 3 de octubre de 2009 | Fecha 22 - 3 de octubre de 2009 |
| Hora                            | Equipo local                    | Resultado                       | Equipo visitante                |
| ------------------------------- | ------------------------------- | ------------------------------- | ------------------------------- |
| 20:00                           | Islanders                       | 81 - 78                         | Cúcuta-Norte                    |
| 20:00                           | Cangrejeros                     | 72 - 76                         | Búcaros                         |
| 20:00                           | Arrieros                        | 92 - 74                         | Patriotas                       |
| Descansa: Piratas               |                                 |                                 |                                 |

| Fecha 23 - 5 de octubre de 2009 | Fecha 23 - 5 de octubre de 2009 | Fecha 23 - 5 de octubre de 2009 | Fecha 23 - 5 de octubre de 2009 |
| Hora                            | Equipo local                    | Resultado                       | Equipo visitante                |
| ------------------------------- | ------------------------------- | ------------------------------- | ------------------------------- |
| 20:00                           | Piratas                         | 63 - 85                         | Búcaros                         |
| 20:00                           | Patriotas                       | 85 - 70                         | Cúcuta-Norte                    |
| 20:00                           | Arrieros                        | 84 - 66                         | Cangrejeros                     |
| Descansa: Islanders             |                                 |                                 |                                 |

| Fecha 24 - 6 de octubre de 2009 | Fecha 24 - 6 de octubre de 2009 | Fecha 24 - 6 de octubre de 2009 | Fecha 24 - 6 de octubre de 2009 |
| Hora                            | Equipo local                    | Resultado                       | Equipo visitante                |
| ------------------------------- | ------------------------------- | ------------------------------- | ------------------------------- |
| 20:00                           | Piratas                         | 100 - 85                        | Búcaros                         |
| 20:00                           | Patriotas                       | 92 - 86                         | Cúcuta-Norte                    |
| 20:00                           | Arrieros                        | 81 - 76                         | Cangrejeros                     |
| Descansa: Islanders             |                                 |                                 |                                 |

| Fecha 25 - 9 de octubre de 2009 | Fecha 25 - 9 de octubre de 2009 | Fecha 25 - 9 de octubre de 2009 | Fecha 25 - 9 de octubre de 2009 |
| Hora                            | Equipo local                    | Resultado                       | Equipo visitante                |
| ------------------------------- | ------------------------------- | ------------------------------- | ------------------------------- |
| 20:00                           | Piratas                         | 81 - 82                         | Cúcuta-Norte                    |
| 20:00                           | Patriotas                       | 88 - 83                         | Búcaros                         |
| 20:00                           | Arrieros                        | 95 - 66                         | Islanders                       |
| Descansa: Cangrejeros           |                                 |                                 |                                 |

| Fecha 26 - 10 de octubre de 2009 | Fecha 26 - 10 de octubre de 2009 | Fecha 26 - 10 de octubre de 2009 | Fecha 26 - 10 de octubre de 2009 |
| Hora                             | Equipo local                     | Resultado                        | Equipo visitante                 |
| -------------------------------- | -------------------------------- | -------------------------------- | -------------------------------- |
| 20:00                            | Piratas                          | 91 - 79                          | Cúcuta-Norte                     |
| 20:00                            | Patriotas                        | 88 - 108                         | Búcaros                          |
| 20:00                            | Arrieros                         | 103 - 71                         | Islanders                        |
| Descansa: Cangrejeros            |                                  |                                  |                                  |

| Fecha 27 - 12 de octubre de 2009 | Fecha 27 - 12 de octubre de 2009 | Fecha 27 - 12 de octubre de 2009 | Fecha 27 - 12 de octubre de 2009 |
| Hora                             | Equipo local                     | Resultado                        | Equipo visitante                 |
| -------------------------------- | -------------------------------- | -------------------------------- | -------------------------------- |
| 20:00                            | Cúcuta-Norte                     | 81 - 67                          | Búcaros                          |
| 20:00                            | Islanders                        | 117 - 91                         | Cangrejeros                      |
| 20:00                            | Patriotas                        | 103 - 93                         | Piratas                          |
| Descansa: Arrieros               |                                  |                                  |                                  |

| Fecha 28 - 13 de octubre de 2009 | Fecha 28 - 13 de octubre de 2009 | Fecha 28 - 13 de octubre de 2009 | Fecha 28 - 13 de octubre de 2009 |
| Hora                             | Equipo local                     | Resultado                        | Equipo visitante                 |
| -------------------------------- | -------------------------------- | -------------------------------- | -------------------------------- |
| 20:00                            | Cúcuta-Norte                     | 85 - 83                          | Búcaros                          |
| 20:00                            | Islanders                        | 93 - 99                          | Cangrejeros                      |
| 20:00                            | Patriotas                        | 88 - 110                         | Piratas                          |
| Descansa: Arrieros               |                                  |                                  |                                  |

## Fase II
La disputaron los seis mejores equipos de la fase regular. Avanzarán a la tercera fase (semifinal) los ganadores de las tres llaves y el perdedor afortunado que saldrá de la sumatoria total de puntos obtenidos en la fase II. Los enfrentamientos son: 1 vs. 6, 2 vs. 5 y 3 vs. 4, teniendo ventaja los tres mejores de la fase regular de terminar como locales en los últimos tres juegos. Cabe destacar que para clasificar los ganadores deberán obtener tres de cinco partidos posibles que se disputan los días 16, 17 y 19 de octubre, y el 21 y 23 del mismo mes en caso de ser necesario.
| Llave 1 | Llave 1 | Llave 1      | Llave 1   | Llave 1          |
| Día     | Hora    | Equipo local | Resultado | Equipo visitante |
| ------- | ------- | ------------ | --------- | ---------------- |
| vie     | 20:00   | Cangrejeros  | 84 - 97   | Búcaros          |
| sab     | 20:00   | Cangrejeros  | 84 - 96   | Búcaros          |
| lun     | 20:00   | Búcaros      | 106 - 86  | Cangrejeros      |

| Llave 2 | Llave 2 | Llave 2      | Llave 2   | Llave 2          |
| Día     | Hora    | Equipo local | Resultado | Equipo visitante |
| ------- | ------- | ------------ | --------- | ---------------- |
| vie     | 20:00   | Islanders    | 91 - 81   | Arrieros         |
| sab     | 20:00   | Islanders    | 100 - 113 | Arrieros         |
| lun     | 20:00   | Arrieros     | 75 - 74   | Islanders        |
| mar     | 20:00   | Arrieros     | 106 - 100 | Islanders        |

| Llave 3 | Llave 3 | Llave 3      | Llave 3   | Llave 3          |
| Día     | Hora    | Equipo local | Resultado | Equipo visitante |
| ------- | ------- | ------------ | --------- | ---------------- |
| vie     | 20:00   | Cúcuta-Norte | 75 - 85   | Piratas          |
| sab     | 20:00   | Cúcuta-Norte | 96 - 82   | Piratas          |
| lun     | 20:00   | Piratas      | 109 - 113 | Cúcuta-Norte     |
| mar     | 20:00   | Piratas      | 100 - 98  | Cúcuta-Norte     |
| mie     | 20:00   | Piratas      | 89 - 98   | Cúcuta-Norte     |

## Semifinal
La disputan los cuatro mejores equipos de la fase II. Avanzarán a la final los ganadores de las dos llaves. Los enfrentamientos son: 1 vs. 4 y 2 vs. 3, teniendo ventaja dos tres mejores de la fase anterior de terminar como locales en los últimos tres juegos. Para clasificar los ganadores deberán obtener tres de cinco partidos posibles que se disputan los días 23, 24 y 26 de octubre, y el 27 y 28 del mismo mes en caso de ser necesario.
| Semifinal 1 | Semifinal 1 | Semifinal 1  | Semifinal 1 | Semifinal 1      |
| Día         | Hora        | Equipo local | Resultado   | Equipo visitante |
| ----------- | ----------- | ------------ | ----------- | ---------------- |
| vie         | 20:00       | Cúcuta-Norte | 90 - 74     | Arrieros         |
| sab         | 20:00       | Cúcuta-Norte | 70 - 66     | Arrieros         |
| lun         | 20:30       | Arrieros     | 79 - 74     | Cúcuta-Norte     |
| mar         | 21:00       | Arrieros     | 92 - 75     | Cúcuta-Norte     |
| mie         | 20:30       | Arrieros     | 75 - 91     | Cúcuta-Norte     |

| Semifinal 2 | Semifinal 2 | Semifinal 2  | Semifinal 2 | Semifinal 2      |
| Día         | Hora        | Equipo local | Resultado   | Equipo visitante |
| ----------- | ----------- | ------------ | ----------- | ---------------- |
| vie         | 20:30       | Piratas      | 94 - 114    | Búcaros          |
| sab         | 20:30       | Piratas      | 91 - 94     | Búcaros          |
| lun         | 20:00       | Búcaros      | 101 - 65    | Piratas          |

## Final
La disputan los ganadores de la semifinal. Para ganar el título hay que ganar cuatro de siete partidos posibles que se disputan los días 30 y 31 de octubre, el 2 y 3 de noviembre y los días 4, 6 y 7 del mismo mes en caso de ser necesario.
| Final | Final | Final        | Final     | Final            |
| Día   | Hora  | Equipo local | Resultado | Equipo visitante |
| ----- | ----- | ------------ | --------- | ---------------- |
| vie   | 20:00 | Búcaros      | 84 - 74   | Cúcuta-Norte     |
| sab   | 20:00 | Búcaros      | 85 - 84   | Cúcuta-Norte     |
| lun   | 20:00 | Cúcuta-Norte | 94 - 87   | Búcaros          |
| mar   | 20:00 | Cúcuta-Norte | 85 - 78   | Búcaros          |
| mie   | 20:00 | Cúcuta-Norte | 82 - 86   | Búcaros          |
| vie   | 20:00 | Búcaros      | 96 - 111  | Cúcuta-Norte     |
| sab   | 20:00 | Búcaros      | 91 - 94   | Cúcuta-Norte     |

|                                 |
|                                 |
| Campeón Cúcuta-Norte 2.º título |